# Nathalie Nordquist

## Biografi
Nordquist är utbildad på Kungliga svenska balettskolan.
År 1998 började hon som balettdansare vid Kungliga baletten. Året därpå, 1999, vann hon den svenska uttagningen till Eurovision Young Dancers. I den europeiska finalen blev hon tvåa. Vid Kungliga baletten blev hon utsedd till solist 2001 och till premiärdansare 2005.
Nathalies mest kända roll är som Odette/Odile i en uppsättning från 2001 av Svansjön vid Kungliga baletten med koreografi av Peter Wright. Denna spelades in på DVD i samarbete med BBC. Trots sina unga år har hon haft flera betydande roller i balettuppsättningar vid Kungliga baletten, liksom vid The Australian Ballet.
Nordquist har även dansat med Monte Carlo-baletten.